# Anthony Downs
James Anthony Downs (ur. 21 listopada 1930 w Evanston, Illinois; zm. 2 października 2021 w Bethesdzie, Maryland) – ekonomista amerykański znany między innymi z pionierskiego wkładu w teorię wyboru publicznego. Wieloletni pracownik Brookings Institution.

## Wczesne życie i wykształcenie
Był najstarszym z trójki dzieci. Jego ojciec był konsultantem i przedsiębiorcą prowadzącym Real Estate Research Corp, firmę doradczą dla branży nieruchomości. Jego matka zajmowała się domem i transkrybowała książki na alfabet Braille’a. Downs posługiwał się zdrobnieniem Tony i nie używał pierwszego imienia James.
Poznał swoją przyszłą żonę, Mary Katherine Watson, w liceum. Wzięli ślub w 1956 i byli ze sobą do jej śmierci w 1998.
Studiował ekonomię ze stypendium na Uniwersytecie Stanforda (M.A.; Ph.D 1956). Nie lubił posługiwać się tytułem „doktor”. Promotorem jego pracy dyplomowej był Kenneth Arrow. Tekst „The Washington Post” nazwał Downsa jednym z głównych intelektualnych następców Arrowa.
Po studiach podlegał pod pobór do wojska; zapisał się do Navy i służył przez trzy lata jako oficer wywiadu.

## Kariera
Po studiach pracował w firmie doradczej jego ojca (od 1959), wykładał na University of Chicago (1959–1962), i pracował w RAND Corporation (1963–1965). Następnie służył w ciałach doradczych dla Senatu i Białego Domu, m.in. w Kerner Commission. Był też okazjonalnie konsultantem dla deweloperów i agencji rządowych. Od 1977 do emerytury pracował w Brookings Institution.
Był członkiem Amerykańskiej Akademii Sztuk i Nauk (od 1977).

### Praca naukowa
Publikował liczne, wpływowe prace na tematy społeczne związane z ekonomią, politologią i urbanistyką. Zdobył duże uznanie dzięki opartej na jego dysertacji doktorskiej książce o głosowaniach i demokracji, An Economic Theory of Democracy z 1957. Rozwinęła i spopularyzowała ona twierdzenie o medianowym wyborcy oraz przestrzenną teorię głosowania. Podjął tam też m.in. problem niskiego zaangażowania wyborców w demokrację, i oportunizmu polityków, pracując nad koncepcją racjonalnej ignorancji. Zaproponował systematyczny opis, czemu w indywidualnym rachunku korzyści i strat takie postawy mogą być uznawane za sensowne. Jego prace w tym nurcie stanowiły ważny wkład w teorię racjonalnego wyboru i podłoże pod rozwój teorii wyboru publicznego. Według Tylera Cowena, stał się dzięki nim jednym z najważniejszych badaczy ekonomii politycznej.
Opracował część rozdziałów rządowego raportu Kerner Commission, w których pisał, że panujące wówczas niepokoje społeczne wśród mniejszości etnicznych były w dużej mierze skutkiem dyskryminacji i złej kondycji finansów oraz rynków mieszkań i pracy.
Od początku kariery zajmował się ekonomiką transportu i miast. Jego prace w tym obszarze zyskały popularność dzięki książce Stuck in Traffic z 1992. Zaproponował i rozwijał opis paradoksu Downsa-Thomsona i powiązanych zjawisk. Wysuwał tezę, że „ruch drogowy wypełnia dostępną przestrzeń drogową”. Był pesymistyczny wobec następstw modelu życia w domach jednorodzinnych z wieloma samochodami na przedmieściach, oraz co do politycznej realności reform, które mogłyby skutecznie łagodzić związane z tym problemy (np. korki drogowe). Jako takie rozwiązania wskazywał m.in. na dynamiczne, zależne od natężenia ruchu opłaty drogowe. Zajmował się ich popularyzacją, zdobywając np. wyrażone w tekście pożegnalnym poparcie libertarianina z Cato Institute. Pod koniec jego życia takie opłaty wprowadzono m.in. w Mediolanie, Londynie, Sztokholmie, Rzymie, czy na Singapurze – co poskutkowało zmniejszeniem korków.
Według nekrologu z „The Wall Street Journal”, zainteresowania naukowe Downsa były bardzo różnorodne, a wyniki jego badań nie pasowały do prostych podziałów politycznych. W czasie pracy dla RAND zajmował się biurokracją, przedstawiając tam wyniki rzucające na nią dobre światło. W Brookings zajmował się mieszkalnictwem i ruchem drogowym. Z jego tekstów płynęły negatywne oceny kontroli czynszów, amerykańskiego odpisu podatkowego od kredytów hipotecznych, czy zjawiska NIMBY. Wskazywał na zalety bezpośrednich dodatków mieszkaniowych dla ubogich, i podkreślał znaczenie funkcjonalnego, dostępnego cenowo mieszkalnictwa w gospodarce i życiu społecznym.

## Późniejsze życie i śmierć
Jego pierwsze małżeństwo z Mary Katherine Watson trwało 42 lata, do jej śmierci spowodowanej chorobą nowotworową w 1998. Zawarł później drugie małżeństwo z Darian Dreyfuss, które trwało do jego śmierci – 22 lata. Miał piątkę dzieci z pierwszego małżeństwa, trójkę przybranych dzieci, i trzynaścioro wnuków. Pod koniec życia mieszkał w McLean (Wirginia). Przez całe życie uczęszczał do kościoła katolickiego. Zmarł 2 października 2021 w szpitalu w Bethesdzie przez infekcję, która rozwinęła się w sepsę.